# Martinskapelle (Selhof)

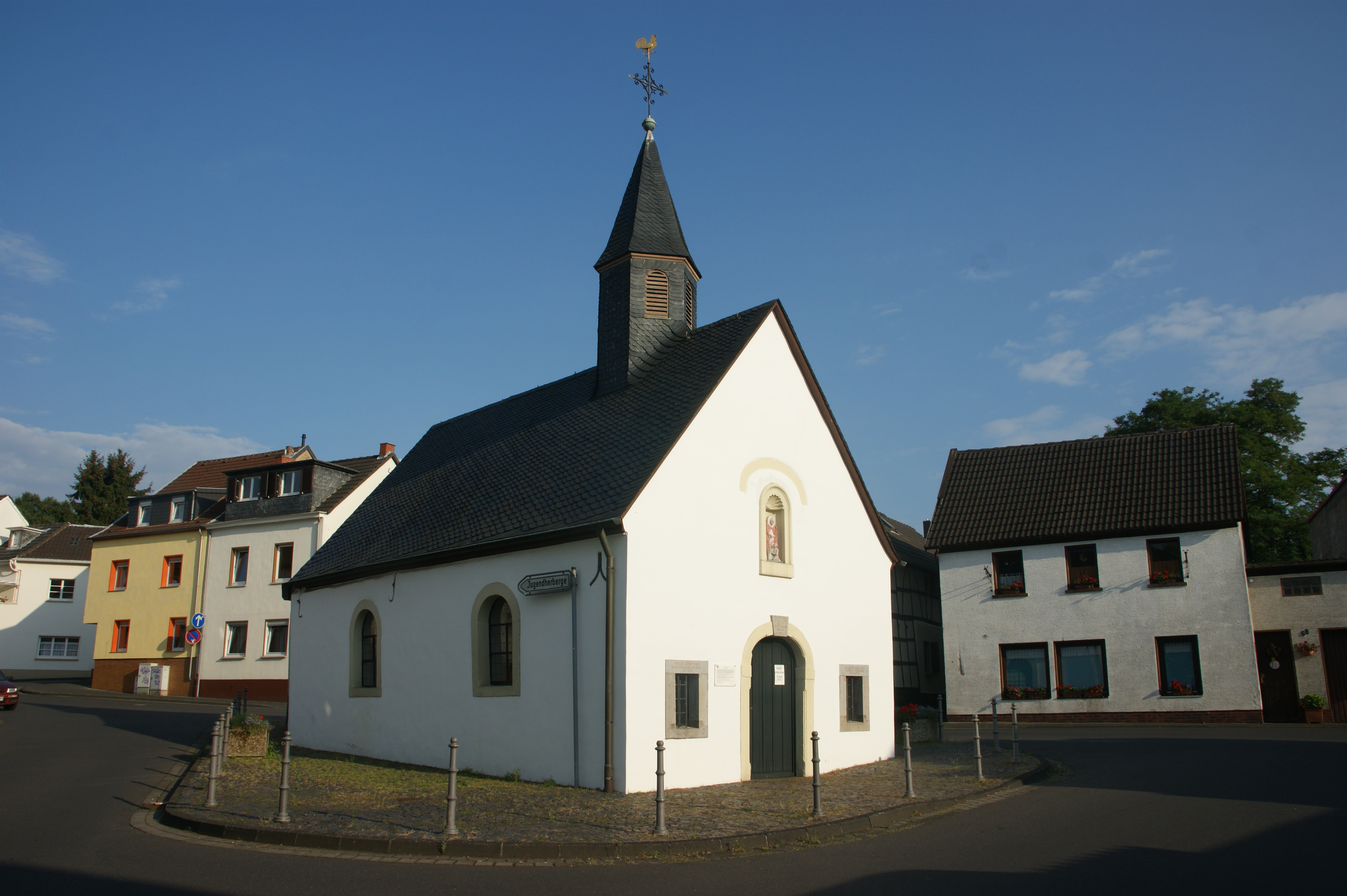
Martinskapelle (2010)

Die Martinskapelle in Selhof, einem Ortsteil der Stadt Bad Honnef im nordrhein-westfälischen Rhein-Sieg-Kreis, wurde in ihrer heutigen Form um 1800 errichtet. Sie liegt an der platzartigen Einmündung der Kapellenstraße in die Selhofer Straße (Adresse: Kapellenstraße 10) und gilt als ein Wahrzeichen von Selhof. Die Kapelle steht als Baudenkmal unter Denkmalschutz.

## Geschichte
Ein erstes Oratorium in Selhof wurde – vermutlich nach Gründung des Ortes im 11. Jahrhundert – von adligen Grundherren als Eigenkirche errichtet. Aufgrund eines in ihm aufbewahrten, mutmaßlich in einer Kölner Werkstatt gefertigten gotischen Gabelkreuzes aus der zweiten Hälfte des 14. Jahrhunderts mit Reliquien aus dem Heiligen Land des 15. Jahrhunderts:80 trug das Gotteshaus den Namen „Kreuzhaus“. Eine dem hl. Martin von Tours geweihte Kapelle lässt sich in Selhof seit 1450/51 nachweisen, als erstmals eine mit einem Jahrmarkt verbundene Kirmes am Martinstag genannt wird. Sie fiel dem Truchsessischen (1583–88) oder dem Dreißigjährigen Krieg (1618–1648) zum Opfer. Laut einer Schilderung des Honnefer Pfarrers Trips befand sich um 1680 an der Stelle der vormaligen Martinskapelle nur die Station einer alljährlichen Bittprozession am 3. Mai mit dem gotischen Gabelkreuz. Wiederaufgebaut wurde sie unter demselben Patrozinium ab 1710, vermutlich als Fachwerkbau. 1735 erfuhr die Kapelle eine Erweiterung um einen aus Spenden Selhofer Bergleute des Rheinbreitbacher Kupferbergwerks „St. Josephsberg“ finanzierten steinernen Anbau mit einem Dachreiter. Von 1762 bis 1773 wurde sie nochmals erweitert, wobei ein gemauerter Chor den hölzernen Teil ersetzte, und am Martinstag 1774 neu geweiht. Die Trappisten aus dem benachbarten Speckerhof der Abtei Düsselthal begingen in der Kapelle wöchentlich eine heilige Messe.
Durch den Selhofer Dorfbrand am 8. Mai 1784 wurde die Martinskapelle zerstört. Der nachfolgende Wiederaufbau erfolgte erst auf einen Beschluss der Gemeinde im Jahre 1799 hin bis 1801. Am 24. August 1801 stiftete ein Bewohner 26 Reichstaler, damit alljährlich am Martinstag ein Hochamt in der Kapelle gehalten werden könne. Reparaturen am Bauwerk sind aus den Jahren 1837 und 1849 bekannt. 1895 gründete sich ein örtlicher Kapellenbauverein. 1901 wurde der Dachreiter entfernt und ein Glockenturm an die Kapelle vorgebaut. 1932/33 entstand im Zuge der Ausgliederung Selhofs als eigene Pfarrei aus der Pfarrgemeinde St. Johann Baptist Honnef ein Kirchenneubau als Pfarrkirche St. Martin, in die auch das zuletzt in einer Nische des Glockenturmes untergebrachte gotische Gabelkreuz überführt wurde. 1970 wurde die Kapelle letztmals umfassend restauriert und dabei der Glockenturm entfernt sowie stattdessen dem Gotteshaus wieder ein Dachreiter aufgesetzt. Die Eintragung der Kapelle in die Denkmalliste der Stadt Bad Honnef erfolgte am 19. Dezember 1991.

## Architektur
Die Martinskapelle ist ein schlichter, schiefergedeckter Putzbau mit dreiseitigem Chorabschluss, der einen sechsseitig geschlossenen Dachreiter mit großem Kreuz in Giebelnähe besitzt. Das an der Giebelseite gelegene Portal ist rundbogig und zeigt im Schlussstein die Jahreszahl 1735 sowie die Zunftzeichen der Bergleute als damalige Stifter des Kapellenanbaus; oberhalb befindet sich in einer Rundbogennische die Darstellung des hl. Martin mit einer barocken Muschel. Dem Eingang sind zwei in Haustein gefasste Fenster mit Inschriften benachbart, die die Familiennamen weiterer Stifter der Kapelle beinhalten; jeweils zwei weitere Rundbogenfenster an der Längsseite sind ebenfalls hausteingefasst. Der Innenraum der Kapelle ist tonnengewölbt; an der rechten Seitenwand befindet sich eine barocke:5 Statue der hl. Barbara als Schutzpatronin der Bergleute.
An der Rückseite der Kapelle befindet sich seit seiner Restaurierung im Herbst 1984 am früheren Standort des nunmehr in der Selhofer Pfarrkirche befindlichen gotischen Gabelkreuzes ein Wegekreuz, das aufgrund seiner ursprünglichen Lage an der Ecke der Hauptstraße und einer von ihr über den Ohbach zum Rheinbreitbacher Weg führenden Gasse (einem heutigen Teil der Kirchstraße):41 sogenannte „Jaaßkrüz“ oder „Jassekreuz“. Es ist aus einer flachen Steintafel aus grauem Schiefer geschnitten und trägt ein Flachrelief des Gekreuzigten. Das Kreuz steht als eigenes Baudenkmal unter Denkmalschutz.

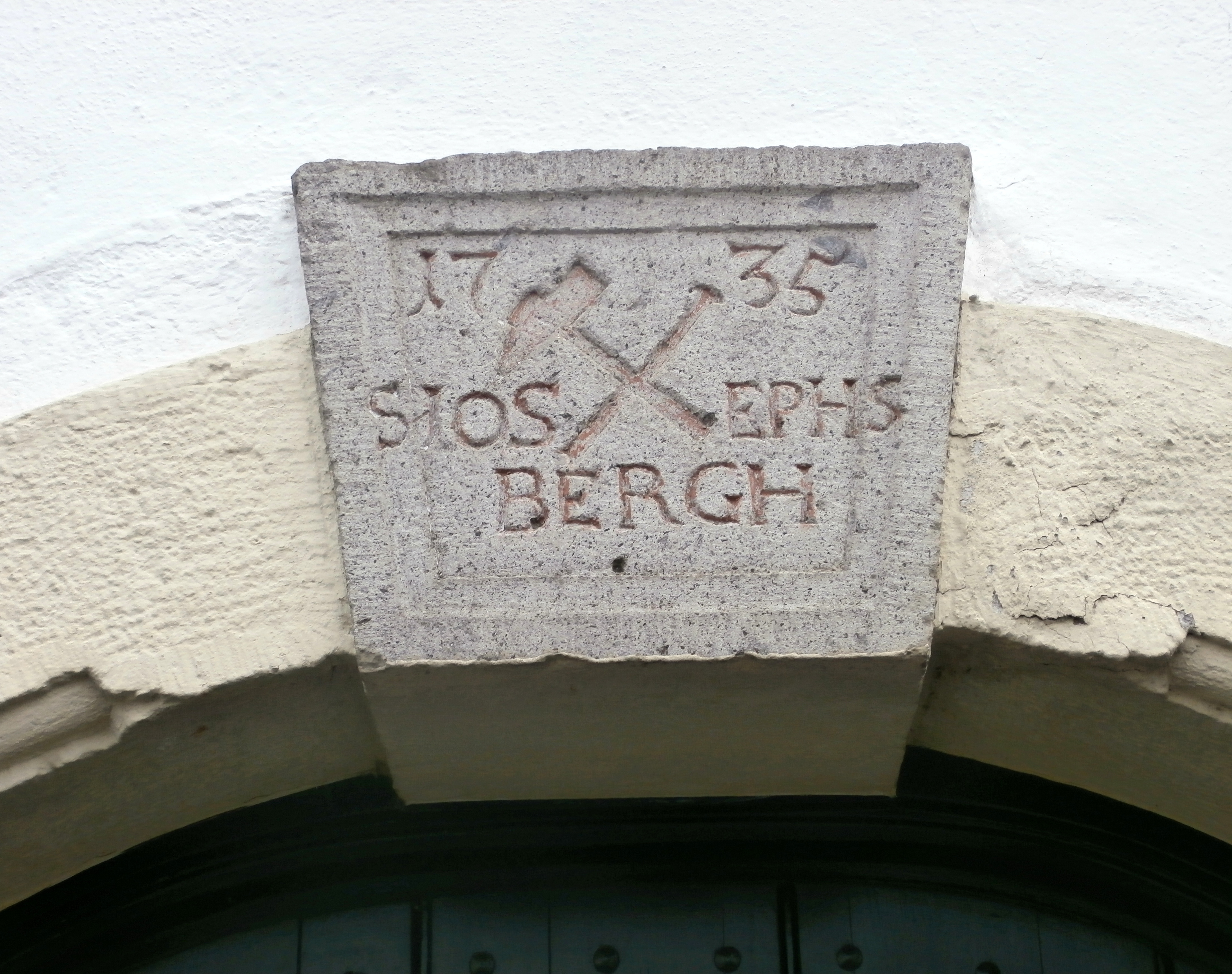
Schlussstein des Portals
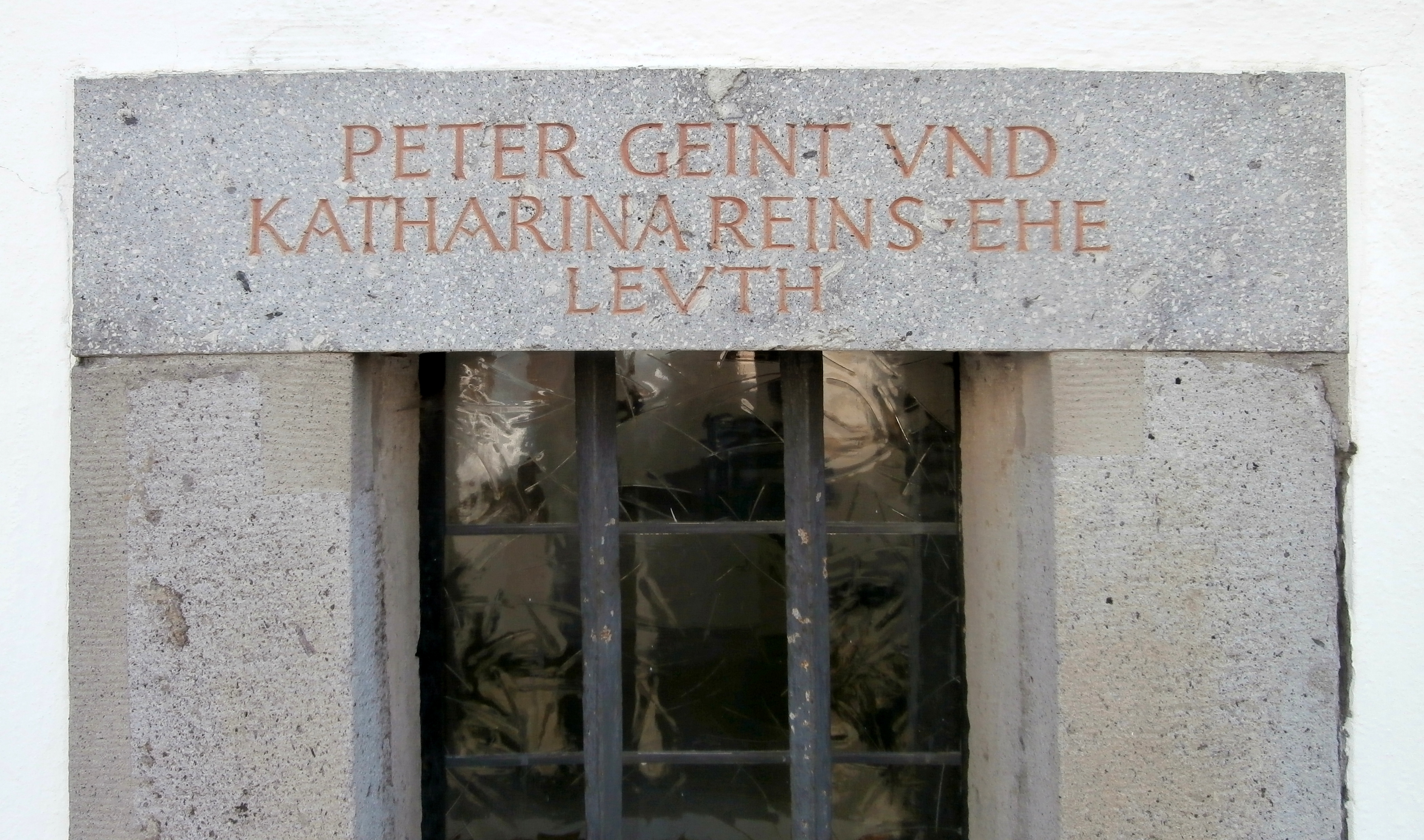
Fenster mit Namen der Stifter
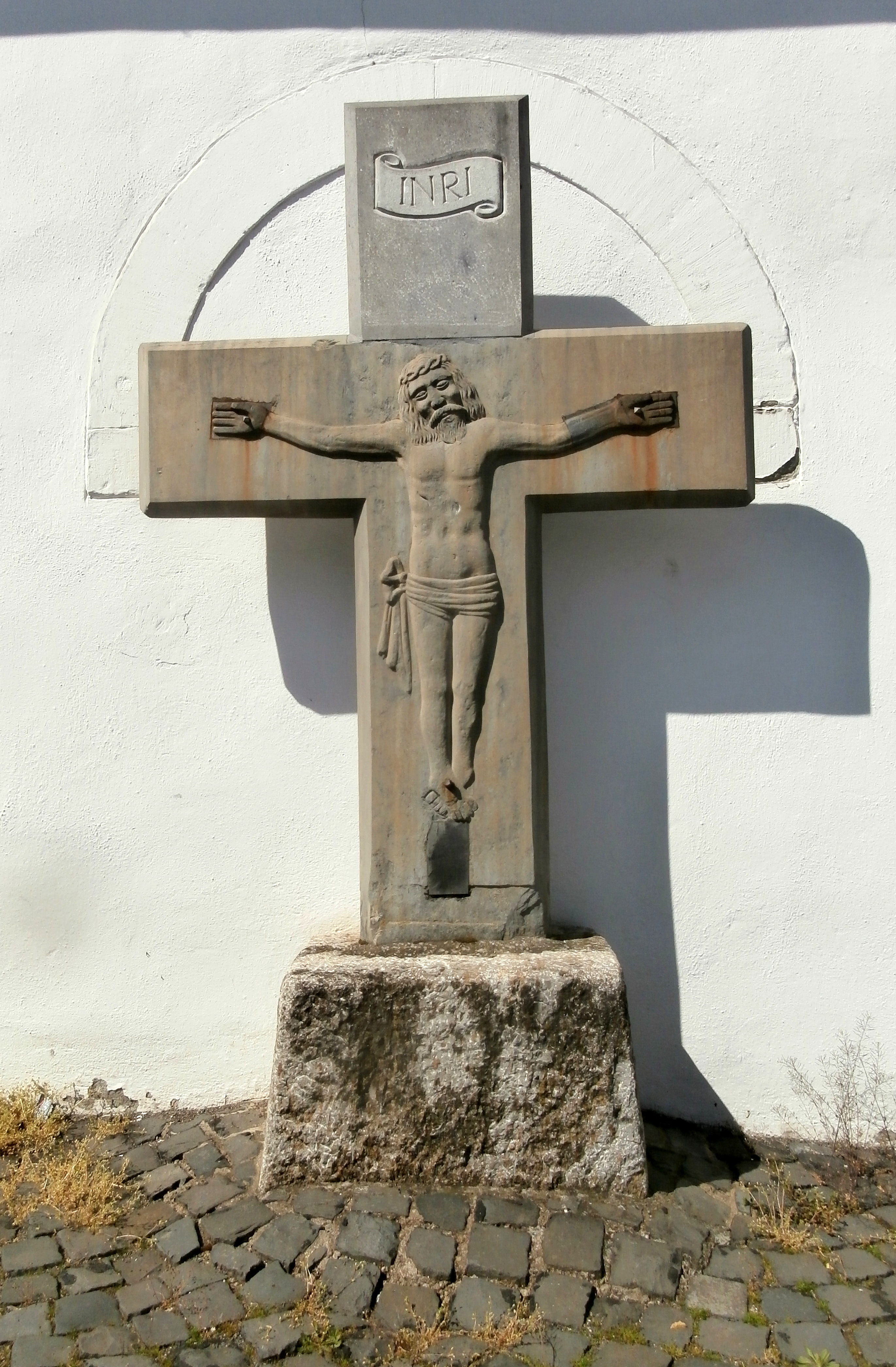
„Jaaßkrüz“ an der Rückseite